# Taepodong-2
El Taepodong-2 (TD-2), (en coreano, 대포동-2, "gran cañón") es el nombre que recibe un tipo de misil balístico norcoreano de tres etapas, diseñado para suceder al Taepodong-1. Se sabe muy poco sobre las especificaciones y características del Taepodong-2. El 5 de julio de 2006 hubo una serie de pruebas balísticas durante las cuales se lanzó uno de ellos. De acuerdo con las informaciones preliminares, explotó en el aire tras unos 40 segundos de vuelo. 
Basándose en el tamaño, el tipo de combustible que usa y la probable cantidad del mismo, se calcula que una variante de dos etapas tendría un alcance de unos 4.000 km, y la variante de tres etapas alcanzaría los 4500 km, convirtiéndolo presumiblemente en el misil con mayor alcance del arsenal norcoreano. El tiempo de propulsión de cada etapa es de unos 100 s, permitiendo que el misil se mantenga propulsado durante unos 5 o 6 minutos. Las futuras variantes lo dotarán, posiblemente, de un alcance de hasta 9.000 km, haciéndolo comparable en este aspecto a los ICBM de tipo LGM-30 Minuteman fabricados por Boeing. Sin embargo, los Minuteman son totalmente diferentes a los Taepodong-2 en precisión, fiabilidad y capacidad de carga. Con un alcance máximo, se estima que el Taepodong-2 podría llevar una carga de 50 a 250 kg. Esto supone un orden de magnitud inferior a la masa que, probablemente, tenga cualquiera de las ojivas nucleares norcoreanas.

## Detalles
De acuerdo con Kim Kil Son, extrabajador en uno de los principales centros de investigación norcoreanos, Corea del Norte comenzó a desarrollar este misil en 1987.
Han trascendido muy pocos detalles sobre las especificaciones técnicas del ingenio; incluso el nombre "Taepodong-2" es una designación aplicada por las agencias de noticias internacionales, suponiendo que es el sucesor del Taepodong-1. La primera etapa del TD-2 probablemente usa un motor de combustible líquido (combustible TM-185 y oxidante AK-27I) y la segunda etapa presumiblemente utilice la tecnología del misil de corto alcance Nodong. Dependiendo del alcance, la carga estimada podría ser de unos 700 a 1000 kg, haciéndolo útil para cargas convencionales, cargas ABQ y satélites artificiales. Sin embargo, dado que Corea del Norte no ha demostrado aún que pueda construir un vehículo espacial que sea capaz de reentrar en la atmósfera, se duda que los TD-2 puedan lanzarse con cargas reales en un futuro próximo.

## Lanzamientos
Las pruebas balísticas del 5 de julio de 2006 se efectuaron desde las instalaciones de Musudan-ri. De acuerdo con los informes preliminares, el misil falló en pleno vuelo y explotó a los 40 segundos tras el lanzamiento. Para que no fuera derribado por los sistemas de defensa japonés o estadounidense, y poder así hacer un seguimiento mejor de la prueba balística, Corea del Norte lanzó también dos Nodong-2, de corto alcance, junto al Taepodong-2.
Los tres misiles fueron vigilados por un misil de crucero guiado perteneciente a EE. UU. Los sistemas de detección marítimos estuvieron desactivados, y según la Marina no fueron activados en ningún momento. La principal razón fue el fallo del Taepodong-2, que interrumpió su vuelo. Fuentes de la Marina afirmaron, de forma no oficial, que el ingenio norcoreano habría sido derribado si hubiera supuesto alguna amenaza para Japón o cualquier otro país. Los oficiales de EE. UU. creen que el Taepodong-2 estaba configurado para poner un satélite en órbita, y no para una prueba balística.
Los fallos durante las pruebas de los nuevos sistemas de lanzamiento de misiles no son excepcionales; el primer vuelo del Ariane 5 falló, igual que el del Falcon 1. El primer lanzamiento del Minuteman fue un éxito, pero el segundo y el cuarto fallaron.
Finalmente, y tras las modificaciones técnicas oportunas, una nueva variante del Taepodong-2, bajo la denominación civil de Unha-3, no logró poner con éxito un satélite de reconocimiento el 12 de diciembre de 2012.

## Controversia
En junio de 2006, los servicios de inteligencia de EE. UU. alertaron de que, probablemente, Corea del Norte estaba planeando una serie de pruebas balísticas de su misil. No se sabía la fecha exacta del lanzamiento, ni tampoco si el objetivo era un simple vuelo de prueba o un intento de poner un satélite en órbita. 
Estados Unidos y Japón acordaron que considerarían la aplicación de sanciones al régimen norcoreano si las pruebas se llevaban finalmente a cabo, ya que supondría una violación de la declaración de Pionyang, un acuerdo entre Kim Jong-il y Jun'ichirō Koizumi por el cual Corea del Norte se comprometía a no lanzar misiles de largo alcance. Posteriormente, desde el centro de pruebas de misiles en Musudan-ri, en Corea del Norte; se lanzaron otros dos misiles de prueba (de los que se sabe, usaban módulos propulsores del modelo "Nodong"). Dos días después se reveló el módulo de reemplazo "Bailung stpo 2" que se supone tendría un alcance de 10 000 km, por lo que su uso balístico es probable, pudiendo llegar a afectar a millones de personas en su hipotético lanzamiento.[cita requerida]
El 5 de julio de 2006, la inteligencia estadounidense informó del lanzamiento de otros siete misiles, siendo al menos uno de ellos un Taepodong-2, el cual se cree que falló a los 40 s de ser lanzado. El lugar de lanzamiento se cree que pudo ser 40°50′49.66″N 129°37′42.59″E / 40.8471278, 129.6284972 Musudan nuevamente.